# Le Locataire diabolique
Le locataire diabolique és una pel·lícula muda dirigida per Georges Méliès i protagonitzada pel mateix director el seu fill, entre d'altres. La pel·lícula que va ser produïda per la companyia francesa Star Film amb el número de catàleg referència 1091–1095, es va estrenar l'any 1909.

## Argument
L'argument té dues parts. En la primera part, un mag arriba a la consergeria d'una casa per tal de llogar una habitació. Tot i que l'habitació encara s'està pintant i no té cap moble l'home accepta quedar-se-la però el conserge no aconsegueix que li pagui per en avançada. Fa fora el conserge i l'home que està pintant les parets i aleshores, de la seva bossa de viatge comença a extreure mobles, parament, quadres per decorar la casa i parar la taula. També n'extreu la seva família (dos nens i la seva dona), i una criada que serveix el sopar. En la segona part, el mag està sol en un sofà llegint el diari quan el conserge entra per reclamar els diners. Aquest el fa fora i diu que no pot pagar. Mentre el conserge va a buscar ajuda, el mag torna a endreçar-ho tot en la seva bossa de viatge excepte una petita calaixera; extreu una escala de la bossa i s'escapa per la finestra. En arribar el conserge amb l'autoritat el pis es buit. Observen que la calaixera es mou i pensant que a dins hi ha el mag la comencen a picar, moment en el qual aquesta explota.

## Repartiment
- Georges Méliès (l'inquilí diabòlic)
- André Méliès (el nen)
- François Lallement (la policia)
- Charles Claudel (el conserge)
- Octavie Huvier (la dona del conserge)

## Producció
En la pel·lícula, Meliés fa servir una tècnica que ja havia usat moltes vegades, l'stop action: El mag llença amb precisió els quadres a la paret els quals queden penjats de manera màgica. Es tractava d'aturar la seqüència just en el moment en què queia i aleshores continuar la filmació amb el quadre ja enganxat a la paret. La idea de Meliés d'anar traient enormes objectes de la bossa va ser posteriorment copiada moltes vegades, com per exemple a Mary Poppins de Walt Disney.